# Poth
Poth – miasto w Stanach Zjednoczonych, w stanie Teksas, w hrabstwie Wilson.